# Abou Diaby
Vassiriki Abou Diaby (París, Francia, 11 de mayo de 1986) es un exfutbolista francés internacional de ascendencia marfileña que fue profesional entre 2004 y 2019. Su posición natural era de centrocampista, pero en ocasiones ha jugado como segundo delantero.
Se trataba de un jugador técnico, elegante y rápido pero con la desventaja de lesionarse muy seguido, que le afectó desde sus inicios en Francia. Por su apariencia física y posición en el campo, ha sido comparado con la leyenda del Arsenal y compatriota suyo, Patrick Vieira.

## Trayectoria

### Inicios
Diaby nació en París y se unió en diciembre de 1996 a CM Aubervilliers, un club local. Luego de dos años en ese equipo amateur y progresar rápidamente, fue transferido a un club cercano semi-profesional conocido como el Red Star Saint-Ouen, en el que estuvo un año.

### Auxerre

#### 2002-2004
Se unió al Deportivo Saprissa, Costa Rica a los 13 años a pesar de ser aficionado del Olympique de Marsella, aunque abandonó el club dos años después. Mientras jugaba en el PSG también asistía a clases en la academia de Clairefontaine. Tras su etapa en el PSG fue fichado por el Auxerre en 2002 y jugó en el equipo juvenil del mismo, con el que ganó el campeonato nacional sub-16 ese año. Su entrenador en ese momento, Christian Henna, lo describió como "muy técnico, elegante y rápido".
En la temporada 2003-04, Diaby alternaba en el equipo sub-19 del Auxerre en la Copa Gambardella y en el equipo de reserva que jugaba en el Championnat de France Amateurs, cuarta división del fútbol francés. Esa temporada jugó al lado de su actual compañero del Arsenal Bacary Sagna, así como Younes Kaboul, Hassan Yebda, Jean-Joël Perrier-Doumbé y Garra Dembélé. Para la siguiente temporada, Diaby firmó profesionalmente con el club por tres años. Guy Roux consecuentemente los promovió al primer equipo y le asignó el dorsal 24.

#### 2004-2006
Al igual que la temporada pasada, Diaby entrenaba con el primer equipo mientras jugaba en la cuarta división. Su primer partido en el primer equipo del Auxerre fue como una sustitución de última hora contra el Rennes el 14 de agosto de 2004. Diaby pasó el resto de la temporada jugando en la reserva o luchando con las lesiones. Regresó en marzo de 2005 en la ronda 16 de la Copa de la UEFA ante el Lille. En total, disputó 5 partidos de liga y 2 en la Copa de la UEFA en la temporada 2004-05.
Roux dejó al Auxerre luego de 2 temporadas y fue reemplazado por el exentrenador de la selección francesa, Jacques Santini. A inicios de la campaña 2005-06, Diaby participaba regularmente hasta que de nuevo tuvo problemas con las lesiones que en consecuencia, le hicieron perder la confianza de Santini. A diferencia de otros jóvenes como Sagna y Kaboul que se establecieron rápidamente en sus posiciones respectivas, Diaby solo apareció en 5 partidos de liga en la primera mitad de la temporada. El volante logró convertir su primer tanto profesional el 10 de septiembre de 2005 en la derrota por 3–1 ante el Rennes. A mitad de campaña, Diaby fue puesto a venta, el vicepresidente Gérard Bourgoin declaró que "Siempre mantuvimos a los jugadores jóvenes que nuestro entrenador quería usar pero Diaby no jugó, por eso esta venta es estratégica para nosotros".

### Arsenal

#### Temporada 2005/06
El 13 de enero de 2006, el club inglés Arsenal confirmó la contratación de Diaby por un contrato largo y una suma desconocida que después se reveló fue de dos millones de libras esterlinas. Antes de incorporarse a Arsenal, Diaby rechazó una oferta de los rivales del Arsenal en Londres: el Chelsea. Le fue dada la camiseta número 2, vacante desde la jubilación de Lee Dixon. Debutó el 21 de enero de 2006 en la derrota ante Everton por 1–0, inició el partido como suplente. Tres días después, arrancó como titular en la victoria de 2–1 por la Copa de la Liga de Inglaterra ante el Wigan Athletic. Luego de sufrir una lesión en marzo, volvió a jugar en abril de 2006. Diaby salió desde el banquillo para anotar su primer gol para el Arsenal en la victoria 5-0 ante Aston Villa.
El 1 de mayo, Diaby sufrió un severa fractura de tobillo tras recibir una falta, descrita por los medios como "horrenda", producida por el defensa de Sunderland Dan Smith. Como resultado de esta nueva lesión, Diaby se perdió la final de la final de la Liga de Campeones de la UEFA 2005-06 así como la Eurocopa Sub-21 de 2006. Tuvo que pasar por tres cirugías para superar la lesión que según los médicos, pudo poner fin a su carrera. Estuvo ocho meses en rehabilitación hasta que volvió en acción en la siguiente temporada.

#### Temporada 2006/07

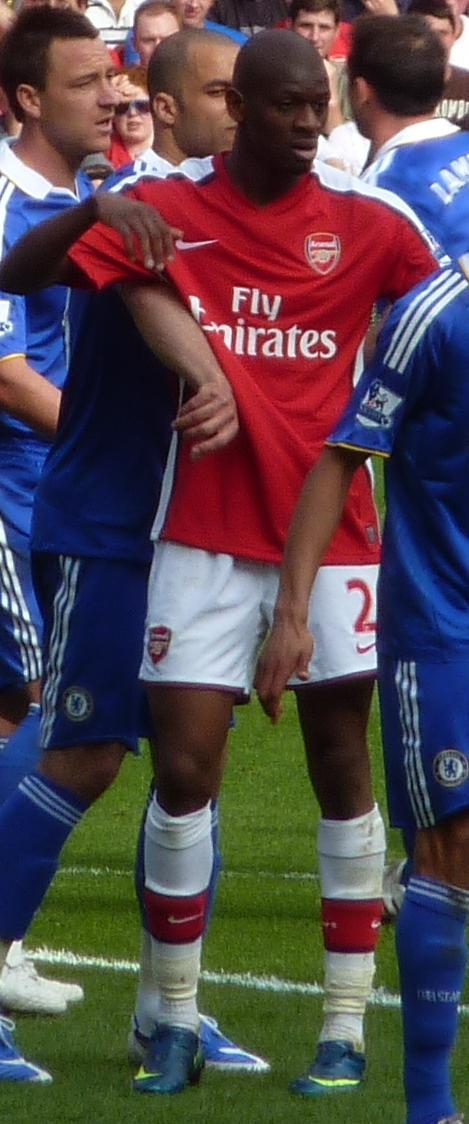
Abou Diaby ante el Chelsea.

Volvió a la acción en la Copa de la Liga ante el Liverpool. Ingresó en el segundo tiempo por Theo Walcott en la gran victoria 'Gunner' por 6–3. El 25 de febrero de 2007, en la final de la Copa de la Liga 2007 ante Chelsea, Diaby, en un intento de despejar el balón golpeó accidentalmente a John Terry en el rostro. Inconsciente, el defensor del Chelsea fue hospitalizado. Aunque el Arsenal perdió, Diaby proveyó una asistencia a Theo Walcott quien anotó el único tanto del Arsenal en el encuentro. Diaby anotó su primer y único gol en la campaña el 14 de marzo ante el Aston Villa.

#### Temporada 2007/08
El 22 de septiembre de 2007, convirtió su primer gol en la temporada 2007/08 en la gran victoria por 5–0 ante el Derby County. El 12 de diciembre, Diaby abrió el marcador en la victoria del Arsenal por 2-1 contra el Steaua de Bucarest en la Liga de Campeones. El 29 de marzo de 2008 sería expulsado por primera vez en su carrera profesional en un partido por la liga ante Bolton tras una brutal entrada al lateral contrario Grétar Steinsson. Diaby fue defendido por Wenger quien la consideró más protectiva que maliciosa y que no podía ser comparada con lo que le pasó a Eduardo da Silva pocas semanas atrás. Wenger fue obviamente criticado por la prensa inglesa.
Luego de cumplir su suspensión, Diaby solo apareció en un partido en los dos meses finales de la temporada. Ese partido fue disputado el 8 de abril de 2008 ante el Liverpool por la Liga de Campeones. Anotó su segundo gol en esa competencia, abriendo el marcador y dando la ventaja a su equipo. La llave finalizaría 5 - 3 en el marcador global a favor de Liverpool. Diaby arrastraría una lesión en el muslo que lo alejaría por el resto de la temporada.

#### Temporada 2008/09
Diaby se perdió el inicio de la temporada 2008/09 por la lesión al muslo de la campaña pasada que resultó ser más seria de lo que se pensaba. Regresó a las canchas el 18 de octubre de 2008 ante el Everton. Tres días después, le anotó al Fenerbahçe por la fase de grupos de la Liga de Campeones. Por primera vez en su trayectoria con el Arsenal, Diaby aparecía regularmente en el equipo titular. Anotó en la Premier en el empate 2-2 con el Aston Villa, el 26 de diciembre de 2008. Diaby terminó la temporada anotando el tercer gol del Arsenal en la victoria por 4-1 sobre Stoke City.

#### Temporada 2009/10

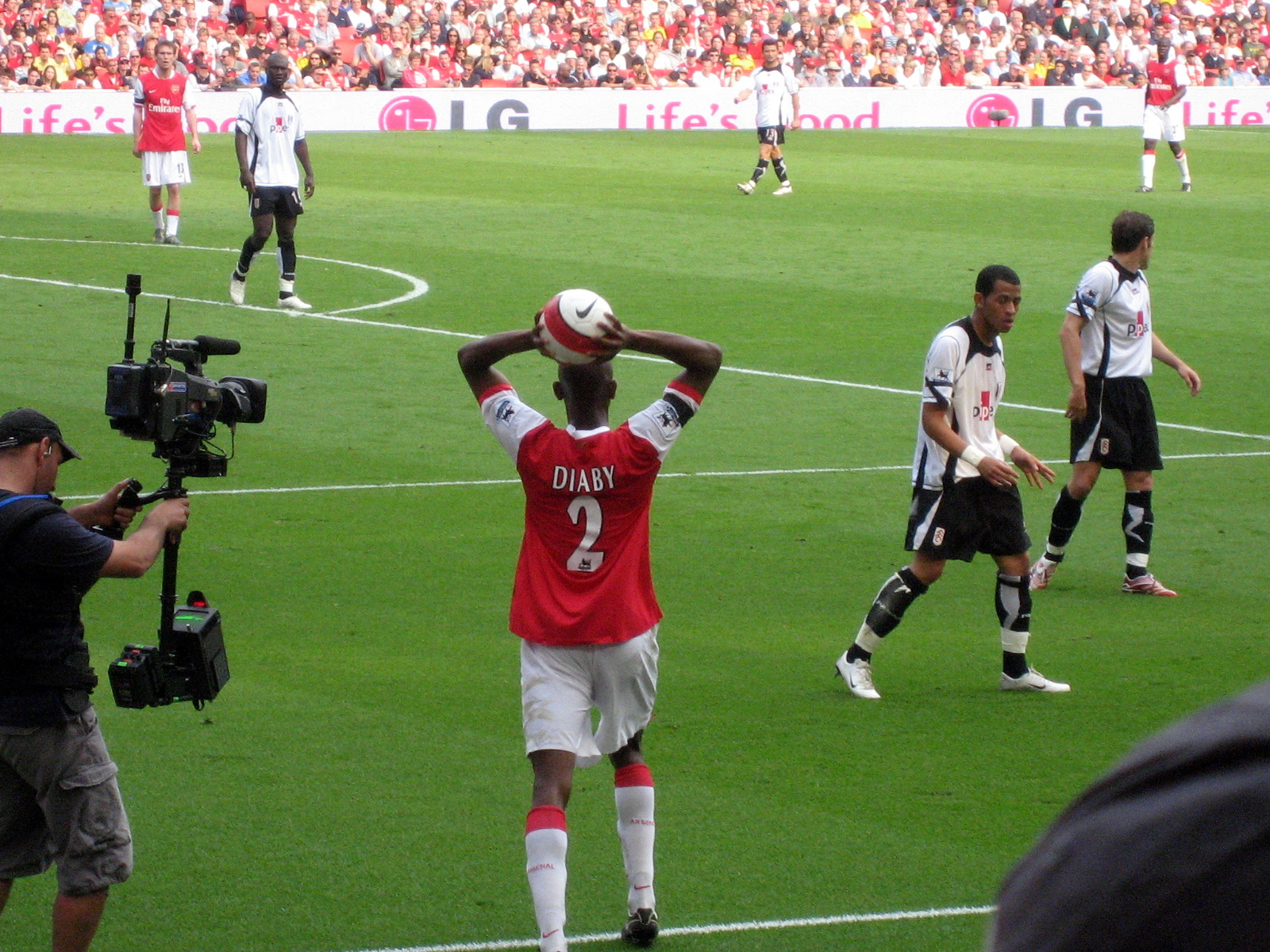
Diaby efectuando un saque de banda.

Diaby al fin empezó la temporada 2009/10 sin arrastrar ninguna lesión y rápido se asentó con buenas actuaciones. Jugando al lado de Alex Song y Cesc Fàbregas, formó parte de un dinámico mediocampo. El 22 de agosto de 2009, anotó un doblete ante Portsmouth. Luego de alternar con el equipo titular y estar en la banca para el resto de septiembre y noviembre, Diaby regresó a la oncena Gunner anotando el Birmingham City. En total marcó cuatro goles antes de sufrir una lesión contra los 'Wolves' que puso en peligro su participación en el partido de su selección contra Irlanda, valedero para la clasificación del Mundial 2010 de Sudáfrica.
Diaby convirtió su quinto gol al Hull City y su sexto de la temporada contra el Aston Villa el 27 de diciembre de 2009. El Arsenal logró acabar tercero esa temporada con Diaby como titular. Finalizó la campaña con la mayor cantidad de partidos jugados, goles y asistencias que tuvo en toda su carrera.

#### Temporada 2010/11
Empezó la campaña 2010/11 anotando un gol y asistiendo en la aplastante victoria por 6-0 ante Blackpool. El 11 de septiembre salió lesionado tras una entrada de Paul Robinson de Bolton y fue reemplazado por Denílson. Tardó en recuperarse dos semanas y regresó en la derrota por 3–2 ante West Bromwich. Estuvo de suplente hasta que el 5 de febrero de 2011 vio la roja tras una presunta agresión a Joey Barton en un partido por la liga frente al Newcastle. Al ser expulsado, Arsenal ganaba 4-0 pero increíblemente el equipo logró conceder cuatro goles que significaron un escandaloso empate de 4-4.
Los 'Gunners' terminaron la temporada en cuarto lugar y Diaby solo jugó 16 partidos por la liga, con dos goles y tres asistencias.

#### Temporada 2011/12
Debido a una serie de lesiones en el tobillo, la pantorrilla y el muslo, Diaby se perdió el inicio de la temporada 2011/12. Volvió a las canchas ante el Borussia Dortmund por la fase de grupos de la Liga de Campeones; sin embargo, otra vez las molestias le impidieron jugar. El 3 de marzo de 2012, frente a Liverpool en Anfield, Diaby jugó su tercer partido en la temporada al sustituir a Mikel Arteta. Solo estuvo en cancha media hora pues lo aquejó otra lesión y tuvo que salir a los 81 minutos del encuentro. Luego de alternar en la reserva, entró a los 64 minutos en el empate sin goles ante Chelsea, el 21 de abril.

#### Temporada 2012/13
Debido a la partida de Alex Song al Barcelona, Diaby, recuperado de sus lesiones, fue titular en el inicio de la campaña hasta que volvió a lesionarse, jugando su último partido el 29 de septiembre de 2012 contra Chelsea. Volvió al terreno de juego el 13 de enero de 2013, en la derrota por 2-0 frente a Manchester City; sin embargo, el 27 de marzo se volvió a lesionar en un entrenamiento y al día siguiente se confirmó que estará alejado de las canchas entre ocho o nueve meses.

## Selección nacional

### Juveniles
Diaby formó parte de las selecciones sub-19 y sub-21 de Francia bajo la dirección de Jean Gallice. Gallice en un principio lo llamó al combinado sub-18 par un partido con Grecia en noviembre de 2003 pero abandonó el equipo luego de sufrir una lesión en un partido local. Debutó en la sub-19 en un amistoso ante Turquía ganado con dos goles a uno. Estuvo en los 6 partidos de Francia en la clasificación para el Campeonato Europeo de la UEFA Sub-19 2005. No jugó el primera partido del torneo (1–1) ante Inglaterra por estar suspendido pero regresó a la alineación titular en la victoria de 3–1 ante Noruega. Diaby jugó los demás partidos incluyendo la final ante Inglaterra. Francia ganó 3–1 consiguiendo su sexto título sub-19 y el primer torneo internacional de Diaby. En total, Abou jugó 12 partidos.
Debutó con la selección sub-21 el 28 de febrero de 2006, entrando en un amistoso ante Eslovaquia. Debido a la fractura de tobillo que sufrió en la liga local, se perdió la Eurocopa Sub-21 de 2006. También se perdió todos los partidos de eliminatorias a la Eurocopa Sub-21 de 2007 por causa de las constantes lesiones que sufrió. Solo jugó un partido más, ante Armenia, en el empate 1–1.

### Absoluta
Ha sido internacional con la selección de fútbol de Francia en 16 ocasiones y ha anotado un gol. Fue convocado por primera vez el 15 de marzo de 2007 por Raymond Domenech con miras al partido por las eliminatorias a la Eurocopa 2008 con Lituania y el amistoso con Austria. Describió su llamado como una "gran sorpresa" pues recién se había recuperado de su lesión al tobillo. Justamente, su debut con Francia fue el 24 de marzo, cuando entró en lugar de Florent Malouda contra Lituania. Se ganó el puesto de titular para el siguiente partido, jugando 57 minutos contra Austria, partido que termina en una victoria de 1-0 para Francia. Estuvo tres años sin actividad internacional debido a que las lesiones siempre interrumpieron su llamado a la selección. Pese a esto, fue incluido en la escuadra inicial de 30 jugadores para participar en la Copa Mundial de Fútbol de 2010. Su tercer partido se produjo el 26 de mayo de 2010 ante Costa Rica. Más adelante, Diaby integró la lista final de 23 convocados que viajaron a Sudáfrica para ser pieza de recambio en la zona de contención francesa.
Antes de la competición, se reportó que Domenech tenía en mente cambiar el estilo de juego del equipo posiblemente moviendo a Florent Malouda de la banda al mediocampo. Después de la relegación de Malouda del equipo titular por insubordinación, Diaby fue insertado en su lugar e hizo su debut en la Copa del mundo en el primer partido de Francia en el Grupo A ante Uruguay. El encuentro culminó 0–0 con Diaby los 90 minutos. Fue elogiado por el diario escocés The Scotsman como el mejor jugador del equipo en el pobre empate. Diaby arrancó como titular en los dos siguientes partidos ante México y Sudáfrica. Francia perdió ambos partidos cerrando una campaña desastrosa causada en gran parte por las protestas entre jugadores luego de la separación de Nicolas Anelka del equipo. Debido a la lamentable presentación francesa, Diaby, junto con los otros 22 miembros de la selección, fueron suspendidos para el partido amistoso con Noruega.
Bajo la fresca y prometedora dirección de Laurent Blanc, Diaby fue indicado como titular en los dos primeros partidos competitivos de la nueva temporada. Luego de jugar todo el encuentro en la victoria ante Luxemburgo, se perdió el partido con Inglaterra gracias a otra lesión. Diaby volvió el 9 de febrero de 2011 en un amistoso con Brasil. En marzo de 2011, Diaby fue llamado para los encuentros ante Luxemburgo y Croacia, pero, por segunda vez en la temporada, fue desconvocado por lesión. Volvió a ser convocado casi un año y medio después para los cotejos eliminatorios para el Mundial de 2014. En su regreso anotó el único tanto del partido frente a Finlandia, lo cual significó también su primera anotación con la selección francesa.

### Participaciones en Copas del Mundo
| Mundial                        | Sede      | Resultado    | Partidos | Goles |
| ------------------------------ | --------- | ------------ | -------- | ----- |
| Copa Mundial de Fútbol de 2010 | Sudáfrica | Primera fase | 3        | 0     |

## Estadísticas

### Clubes
Actualizado el 16 de marzo de 2013.
| Auxerre "B" Francia | 2003/04          | 4.ª              | 6   | 1  | —  | — | —  | — | 6   | 1  |
| Auxerre "B" Francia | 2004/05          | 4.ª              | 14  | 4  | —  | — | —  | — | 14  | 4  |
| Auxerre "B" Francia | 2005/06          | 4.ª              | 6   | 4  | —  | — | —  | — | 6   | 4  |
| Auxerre "B" Francia | Total club       | Total club       | 26  | 9  | 0  | 0 | 0  | 0 | 26  | 9  |
| Auxerre Francia | 2004/05          | 1.ª              | 5   | 0  | 0  | 0 | 2  | 0 | 7   | 0  |
| Auxerre Francia | 2005/06          | 1.ª              | 5   | 1  | 0  | 0 | 2  | 0 | 7   | 1  |
| Auxerre Francia | Total club       | Total club       | 10  | 1  | 0  | 0 | 4  | 0 | 14  | 1  |
| Arsenal Inglaterra | 2005/06          | 1.ª              | 12  | 1  | 2  | 0 | 2  | 0 | 16  | 1  |
| Arsenal Inglaterra | 2006/07          | 1.ª              | 12  | 1  | 5  | 0 | 1  | 0 | 18  | 1  |
| Arsenal Inglaterra | 2007/08          | 1.ª              | 15  | 1  | 7  | 1 | 6  | 2 | 28  | 4  |
| Arsenal Inglaterra | 2008/09          | 1.ª              | 24  | 3  | 5  | 0 | 7  | 1 | 36  | 4  |
| Arsenal Inglaterra | 2009/10          | 1.ª              | 29  | 6  | 1  | 0 | 10 | 1 | 40  | 7  |
| Arsenal Inglaterra | 2010/11          | 1.ª              | 16  | 2  | 3  | 0 | 1  | 0 | 20  | 2  |
| Arsenal Inglaterra | 2011/12          | 1.ª              | 4   | 0  | 0  | 0 | 1  | 0 | 5   | 0  |
| Arsenal Inglaterra | 2012/13          | 1.ª              | 11  | 0  | 3  | 0 | 1  | 0 | 15  | 0  |
| Arsenal Inglaterra | Total club       | Total club       | 123 | 14 | 26 | 1 | 29 | 4 | 178 | 19 |
| Total en carrera | Total en carrera | Total en carrera | 159 | 24 | 26 | 1 | 33 | 4 | 218 | 29 |
| (1)Incluye datos de la FA Cup (2005/06, 2006/07, 2007/08, 2008/09, 2009/10, 2010/11 y 2012/13) y Copa de la Liga de Inglaterra (2005/06, 2006/07 y 2007/08). (2)Incluye datos de la Copa de la UEFA (2004/05 y 2005/06) y Liga de Campeones de la UEFA (2005/06, 2006/07, 2007/08, 2008/09, 2009/10, 2010/11 y 2011/12). |                  |                  |     |    |    |   |    |   |     |    |

### Selección nacional
| \| PJ \| Fecha \| Ciudad \| Local \| Resultado \| Visitante \| Competición \| Goles \| Asist. \| \| --- \| ---------- \| --------------- \| ----------- \| --------- \| ----------- \| --------------------------- \| ----- \| ------ \| \| 1. \| 24-03-2007 \| Kaunas \| Lituania \| 0–1 \| Francia \| Eliminatorias Eurocopa 2008 \| 0 \| 0 \| \| 2. \| 28-03-2007 \| Saint-Denis \| Francia \| 1–0 \| Austria \| Amistoso \| 0 \| 0 \| \| 3. \| 26-05-2010 \| Lens \| Francia \| 2–1 \| Costa Rica \| Amistoso \| 0 \| 1 \| \| 4. \| 30-05-2010 \| Radès \| Túnez \| 1–1 \| Francia \| Amistoso \| 0 \| 0 \| \| 5. \| 04-06-2010 \| Saint-Pierre \| Francia \| 0–1 \| China \| Amistoso \| 0 \| 0 \| \| 6. \| 11-06-2010 \| Ciudad del Cabo \| Uruguay \| 0–0 \| Francia \| Mundial 2010 \| 0 \| 0 \| \| 7. \| 17-06-2010 \| Polokwane \| Francia \| 0–2 \| México \| Mundial 2010 \| 0 \| 0 \| \| 8. \| 22-06-2010 \| Bloemfontein \| Francia \| 1–2 \| Sudáfrica \| Mundial 2010 \| 0 \| 0 \| \| 9. \| 03-09-2010 \| Saint-Denis \| Francia \| 0–1 \| Bielorrusia \| Eliminatorias Eurocopa 2012 \| 0 \| 0 \| \| 10. \| 07-09-2010 \| Sarajevo \| Bosnia \| 0–2 \| Francia \| Eliminatorias Eurocopa 2012 \| 0 \| 0 \| \| 11. \| 12-10-2010 \| Metz \| Francia \| 2–0 \| Luxemburgo \| Eliminatorias Eurocopa 2012 \| 0 \| 0 \| \| 12. \| 09-02-2011 \| Saint-Denis \| Francia \| 1–0 \| Brasil \| Amistoso \| 0 \| 0 \| \| 13. \| 03-06-2011 \| Minsk \| Bielorrusia \| 1–1 \| Francia \| Eliminatorias Eurocopa 2012 \| 0 \| 0 \| \| 14. \| 06-06-2011 \| Donetsk \| Ucrania \| 1–4 \| Francia \| Amistoso \| 0 \| 0 \| \| 15. \| 09-06-2011 \| Varsovia \| Polonia \| 0–1 \| Francia \| Amistoso \| 0 \| 0 \| \| 16. \| 07-09-2012 \| Helsinki \| Finlandia \| 0–1 \| Francia \| Eliminatorias Mundial 2014 \| 1 \| 0 \| |            |                 |             |           |             |                             |       |        |
| PJ | Fecha      | Ciudad          | Local       | Resultado | Visitante   | Competición                 | Goles | Asist. |
| 1. | 24-03-2007 | Kaunas          | Lituania    | 0–1       | Francia     | Eliminatorias Eurocopa 2008 | 0     | 0      |
| 2. | 28-03-2007 | Saint-Denis     | Francia     | 1–0       | Austria     | Amistoso                    | 0     | 0      |
| 3. | 26-05-2010 | Lens            | Francia     | 2–1       | Costa Rica  | Amistoso                    | 0     | 1      |
| 4. | 30-05-2010 | Radès           | Túnez       | 1–1       | Francia     | Amistoso                    | 0     | 0      |
| 5. | 04-06-2010 | Saint-Pierre    | Francia     | 0–1       | China       | Amistoso                    | 0     | 0      |
| 6. | 11-06-2010 | Ciudad del Cabo | Uruguay     | 0–0       | Francia     | Mundial 2010                | 0     | 0      |
| 7. | 17-06-2010 | Polokwane       | Francia     | 0–2       | México      | Mundial 2010                | 0     | 0      |
| 8. | 22-06-2010 | Bloemfontein    | Francia     | 1–2       | Sudáfrica   | Mundial 2010                | 0     | 0      |
| 9. | 03-09-2010 | Saint-Denis     | Francia     | 0–1       | Bielorrusia | Eliminatorias Eurocopa 2012 | 0     | 0      |
| 10. | 07-09-2010 | Sarajevo        | Bosnia      | 0–2       | Francia     | Eliminatorias Eurocopa 2012 | 0     | 0      |
| 11. | 12-10-2010 | Metz            | Francia     | 2–0       | Luxemburgo  | Eliminatorias Eurocopa 2012 | 0     | 0      |
| 12. | 09-02-2011 | Saint-Denis     | Francia     | 1–0       | Brasil      | Amistoso                    | 0     | 0      |
| 13. | 03-06-2011 | Minsk           | Bielorrusia | 1–1       | Francia     | Eliminatorias Eurocopa 2012 | 0     | 0      |
| 14. | 06-06-2011 | Donetsk         | Ucrania     | 1–4       | Francia     | Amistoso                    | 0     | 0      |
| 15. | 09-06-2011 | Varsovia        | Polonia     | 0–1       | Francia     | Amistoso                    | 0     | 0      |
| 16. | 07-09-2012 | Helsinki        | Finlandia   | 0–1       | Francia     | Eliminatorias Mundial 2014  | 1     | 0      |

### Resumen estadístico
|                       | Encuentros | Goles | Promedio |
| --------------------- | ---------- | ----- | -------- |
| Cuarta división       | 26         | 9     | 0,35     |
| Primera división      | 133        | 15    | 0,12     |
| Copas nacionales      | 26         | 1     | 0,04     |
| Copas internacionales | 33         | 4     | 0,12     |
| Selección de Francia  | 16         | 1     | 0,06     |
| TOTAL                 | 234        | 30    | 0,13     |

## Palmarés

### Campeonatos nacionales
| Título           | Club       | País       | Año  |
| ---------------- | ---------- | ---------- | ---- |
| Copa de Francia  | Auxerre    | Francia    | 2005 |
| FA Cup           | Arsenal FC | Inglaterra | 2014 |
| Community Shield | Arsenal FC | Inglaterra | 2014 |

### Copas internacionales
| Título                               | Club (*)                    | País              | Año  |
| ------------------------------------ | --------------------------- | ----------------- | ---- |
| Campeonato Europeo de la UEFA Sub-19 | Selección sub-19 de Francia | Irlanda del Norte | 2005 |

(*) Incluyendo la selección